# Flugabwehrregiment 11
Das Flugabwehrregiment 11 war ein Verband der Heeresflugabwehrtruppe der Bundeswehr, der zur 11. Panzergrenadierdivision in Oldenburg gehörte und 1993 aufgelöst wurde.

## Aufstellung und Entwicklung

### Panzerflugabwehrartilleriebataillon 3 und Flugabwehrbataillon 3
Ab 25. Oktober 1957 wurde das Panzerflugabwehrartilleriebataillon 3 in der Steuben-Kaserne in Achim aufgestellt und erhielt zum 16. Januar 1958 seine ersten Wehrpflichtigen. Erster Kommandeur war Major/Oberstleutnant Helmut Schüler. Das Bataillon war mit dem damals neuen Flugabwehrkanonenpanzer M42 Duster und dem älteren Model M16 ausgerüstet. Mitte 1959 wurde das Bataillon in Flugabwehrbataillon 3 umbenannt und dem Artillerieregiment 3 unterstellt. Ende Oktober 1959 wurde Oberstleutnant Robert Hahn neuer Kommandeur und blieb dies bis 1962.
Am 1. April 1961 wurde in Achim eine neue Einheit aufgestellt. Ausgerüstet mit der Kanone L70 und dazugehörigen Feuerleitgeräten gliederte sich diese Einheit unter der Bezeichnung 4. Batterie in das Bataillon ein und war bis 1970 in Achim stationiert.

### Flugabwehrbataillon 11
Ab Ende 1964 hieß das Bataillon Flugabwehrbataillon 11 und war der 11. Panzergrenadierdivision unterstellt.
Am 4. Mai 1966 erhielt das FlaBtl 11 seine Truppenfahne und paradierte zum ersten Mal am 21. September mit rund 600 Soldaten und allen Rad- und Kettenfahrzeugen durch Achim. Vom 1. Oktober 1977 bis 1. November 1977 war Oberstleutnant Jose de Ondarza Kommandeur des Bataillons. Ondarza wurde Stellvertretender Kommandeur und später Kommandeur des Flugabwehrregiments 11.

### Flugabwehrregiment 11
Am 2. November 1977 wurde durch den damaligen Divisionskommandeur, Generalmajor Glanz, das Flugabwehrbataillon 11 zum Flugabwehrregiment 11 umgegliedert.
Zum 1. Juli 1979 wuchs das Bataillon im Rahmen der Umgliederung auf die Heeresstruktur 4 zum Flugabwehrregiment auf und wurde mit dem Flakpanzer Gepard ausgestattet. Das Regiment gliederte sich in 8 Batterien wie folgt:
- 1.: Führungsbatterie
- 2.-7.: Geschützbatterie
- 8.: Versorgungsbatterie

Jede Geschützbatterie gliederte sich wiederum wie folgt:
- Batterie-Führungsgruppe
- Erster Zug zu je 3 Flakpanzer Gepard
- Zweiter Zug zu je 3 Flakpanzer Gepard
- Batterie-Versorgungsgruppe

Das Regiment wurde im Zuge der veränderten politischen Lage zum 31. März 1993 aufgelöst bzw. in Panzerflugabwehrkanonenregiment 11 umgegliedert. Die Nachfolgeeinheit gliederte sich in Panzerflugabwehrkanonenabteilung 111 (aktiv) und Panzerflugabwehrkanonenabteilung 112 (nicht aktiv).

## Auftrag
Aufgabe des Flugabwehrregiments war, den Kampf gegen tief- und tiefstfliegende feindliche Luftfahrzeuge über dem Divisionsgebiet zu führen und vornehmlich Kampf- und Kampfunterstützungstruppen sowie für die Operationsführung wichtige Objekte der Division zu schützen.

## Kommandeure
- Oberstleutnant Horst Matzeit: 2. November 1977 bis 23. Februar 1979
- Oberstleutnant Jose de Ondarza: 24. Februar 1979 bis 1. Oktober 1981
- Oberstleutnant Georg Eberle: 2. Oktober 1981 bis 23. September 1988
- Oberstleutnant Hans Joachim Liedtke: 24. September 1988 bis 1. März 1991
- Oberstleutnant Klaus Matschinski: 2. März 1991 bis 30. September 1993

## Ausrüstung
Im Dezember 1956 bestand die Ausstattung des Btl. aus zwölf Vierlingsgeschützen 12,7 mm auf M16 aus US-Beständen.
1958 erfolgte die Umrüstung auf M42 Duster, eine 40-mm-Zwillingskanone auf Selbstfahrlafette. 1961 erhielt 4./FlaBtl 5 das neue Waffensystem Flugabwehrkanone 40 mm L/70. Die durch das FlaFeuerleitgerät Deiswil VII B „Super Fledermaus“ ferngesteuerten 40-mm-Fla-Geschütze befähigten nunmehr das Bataillon, den Feuerkampf auch bei Nacht zu führen.
1973 erfolgte die Einführung der Fliegerfaust 1 „Red Eye“.
1979 begann die Umrüstung auf FlaPz 1 Gepard.
1980 erhielt das Regiment die ersten Transportpanzer Fuchs.